# Браничевцы
Браничевцы — славянское племя, на среднем Дунае, на территории современной Сербии.
Около 805 года земли браничевцев вошли в состав Болгарии , после захвата войсками болгарского хана Крума восточной части Аварского каганата.
В 818 году в правление Омуртага они восстали вместе с другими приграничными славянскими племенами, так как отказывались принять реформу, ограничивавшую их местное самоуправление. В поисках союзника они обратились к императору Священной Римской империи Людовику I Благочестивому. В 824—826 годах Омуртаг пытался урегулировать конфликт дипломатическим путём, но его письма Людовику оставались без ответа. После этого он решил подавить восстание силой и отправил воинов в земли дунайских славян, которые вновь вернули их под власть Болгарии.